# Kinlod, Muncaci
Kinlod (în ucraineană Кінлодь) este un sat în comuna Zneațovo din raionul Muncaci, regiunea Transcarpatia, Ucraina.

## Demografie
Componența lingvistică a localității Kinlod
     Ucraineană (100%)
Conform recensământului din 2001, toată populația localității Kinlod era vorbitoare de ucraineană (100%).